# Antiblemma palindica
Antiblemma palindica là một loài bướm đêm trong họ Erebidae.